# 七十二候
七十二候（しちじゅうにこう）とは、古代中国で考案された季節を表す方式のひとつ。二十四節気をさらに約5日ずつの3つに分けた期間のこと。
各七十二候の名称は、気象の動きや動植物の変化を知らせる短文になっている。中には、「雉入大水為蜃」（キジが海に入って大ハマグリになる）のような実際にはあり得ない事柄も含まれている。
古代中国のものがそのまま使われている二十四節気に対し、七十二候の名称は何度か変更されている。 日本でも、江戸時代に入って渋川春海ら暦学者によって日本の気候風土に合うように改訂され、『本朝七十二候』が作成された。現在では、1874年（明治7年）の『略本暦』に掲載された七十二候が主に使われている。俳句の季語には、中国の七十二候によるものも一部残っている。
太陽の動きを基準にし、太陰暦の短所を補完するという発想は中国の春秋戦国時代、周王朝で初めて考案された。太陰暦がすでにあったにもかかわらず太陽暦を補助的に使用していた理由は、季節による天候の変化を体感しにくいという乖離感があったためである。太陰暦は月の形によるので日付は分かりやすいが、季節の変化を知る点に関しては難があり、そのため古代から農耕社会であった東アジア圏では、季節を容易に体感できるように、黄道に基づく節気を使用し始めた。
通常、東アジア圏での古来のカレンダーは太陰暦と思われているが、実際には二十四節気を共に使用しているため、厳密に言えば太陰太陽暦である。太陰暦は月の形（=太陽-地球-月の角度）によって定まるが、農業では太陽の位置を知ることが重要だったため、月を定めるときは二十四節気を考慮して定められた。
清の時代、中国に入ってきたイエズス会宣教師たちが当時の皇帝の命を受けて作成した新しい太陰太陽暦では、黄道を15゜間隔に分け、該当基準点に太陽の中心がかみ合う日を二十四節気とした。全体を春夏秋冬の4つの季節に分け、さらにそれぞれを6つに分けて、節気（せっき）と中気（ちゅうき）を交互に配している。また、閏月を設ける基準とされており、中気のない月を閏月としていた。
太陽の位置を基準としたので気候や季節と関連が深いが、気候には太陽の動きだけでなく大気の流れなど様々な要素が関与するので地域ごとに若干の差が見られる。また、二十四節気はもともと中国の春秋戦国時代、周王朝のあった現在の中原一帯の気候を基準に定めたため、日本や韓国とは若干のずれが生じる。韓国では韓国の風土に合った農業技術と共に収録した『農業直説』がある。

## 七十二候一覧
| 二十四節気 | 候   | 略本暦（日本）                            | 略本暦（日本）                 | 宣明暦（中国）   | 宣明暦（中国）                       |
| 二十四節気 | 候   | 名称                                      | 意味                           | 名称             | 意味                                 |
| ---------- | ---- | ----------------------------------------- | ------------------------------ | ---------------- | ------------------------------------ |
| 立春       | 初候 | 東風解凍 （はるかぜこおりをとく）         | 東風が厚い氷を解かし始める     | 東風解凍         | 東風が厚い氷を解かし始める           |
| 立春       | 次候 | 黄鶯睍睆 （うぐいすなく）                 | 鶯が山里で鳴き始める           | 蟄虫始振         | 冬籠りの虫が動き始める               |
| 立春       | 末候 | 魚上氷 （うおこおりをいずる）             | 割れた氷の間から魚が飛び出る   | 魚上氷           | 割れた氷の間から魚が飛び出る         |
| 雨水       | 初候 | 土脉潤起 （つちのしょううるおいおこる）   | 雨が降って土が湿り気を含む     | 獺祭魚           | 獺が捕らえた魚を並べて食べる         |
| 雨水       | 次候 | 霞始靆 （かすみはじめてたなびく）         | 霞がたなびき始める             | 鴻雁来           | 雁が飛来し始める                     |
| 雨水       | 末候 | 草木萌動 （そうもくめばえいずる）         | 草木が芽吹き始める             | 草木萌動         | 草木が芽吹き始める                   |
| 啓蟄       | 初候 | 蟄虫啓戸 （すごもりむしとをひらく）       | 冬籠りの虫が出て来る           | 桃始華           | 桃の花が咲き始める                   |
| 啓蟄       | 次候 | 桃始笑 （ももはじめてさく）               | 桃の花が咲き始める             | 倉庚鳴           | 倉庚が鳴き始める                     |
| 啓蟄       | 末候 | 菜虫化蝶 （なむしちょうとなる）           | 青虫が羽化して紋白蝶になる     | 鷹化為鳩         | 鷹が鳩に姿を変える                   |
| 春分       | 初候 | 雀始巣 （すずめはじめてすくう）           | 雀が巣を構え始める             | 玄鳥至           | 燕が南からやって来る                 |
| 春分       | 次候 | 桜始開 （さくらはじめてひらく）           | 桜の花が咲き始める             | 雷乃発声         | 遠くで雷の音がし始める               |
| 春分       | 末候 | 雷乃発声 （かみなりすなわちこえをはっす） | 遠くで雷の音がし始める         | 始雷             | 稲光が初めて光る                     |
| 清明       | 初候 | 玄鳥至 （つばめきたる）                   | 燕が南からやって来る           | 桐始華           | 桐の花が咲き始める                   |
| 清明       | 次候 | 鴻雁北 （こうがんきたへかえる）           | 雁が北へ渡って行く             | 田鼠化為鴽       | 田鼠が鴽になる                       |
| 清明       | 末候 | 虹始見 （にじはじめてあらわる）           | 雨の後に虹が出始める           | 虹始見           | 雨の後に虹が出始める                 |
| 穀雨       | 初候 | 葭始生 （あしはじめてしょうず）           | 葦が芽を吹き始める             | 萍始生           | 浮き草が芽を出し始める               |
| 穀雨       | 次候 | 霜止出苗 （しもやんでなえいづる）         | 霜が終り稲の苗が生長する       | 鳴鳩払其羽       | 鳴鳩が羽を払う                       |
| 穀雨       | 末候 | 牡丹華 （ぼたんはなさく）                 | 牡丹の花が咲く                 | 戴勝降于桑       | 戴勝が桑の木に止って蚕を生む         |
| 立夏       | 初候 | 蛙始鳴 （かわずはじめてなく）             | 蛙が鳴き始める                 | 螻蟈鳴           | 螻蟈が鳴き始める                     |
| 立夏       | 次候 | 蚯蚓出 （みみずいづる）                   | 蚯蚓が地上に這出る             | 蚯蚓出           | 蚯蚓が地上に這出る                   |
| 立夏       | 末候 | 竹笋生 （たけのこしょうず）               | 筍が生えて来る                 | 王瓜生           | 王瓜（からすうり）の実が生り始める   |
| 小満       | 初候 | 蚕起食桑 （かいこおきてくわをはむ）       | 蚕が桑を盛んに食べ始める       | 苦菜秀           | 苦菜（にがな）がよく茂る             |
| 小満       | 次候 | 紅花栄 （べにばなさかう）                 | 紅花が盛んに咲く               | 靡草死           | 薺（なずな）など田に生える草が枯れる |
| 小満       | 末候 | 麦秋至 （むぎのときいたる）               | 麦が熟し麦秋となる             | 小暑至           | ようやく暑さが加わり始める           |
| 芒種       | 初候 | 螳螂生 （かまきりしょうず）               | 螳螂が生まれ出る               | 螳螂生           | 螳螂が生まれ出る                     |
| 芒種       | 次候 | 腐草為蛍 （くされたるくさほたるとなる）   | 腐った草が蒸れ蛍になる         | 鵙始鳴           | 鵙が鳴き始める                       |
| 芒種       | 末候 | 梅子黄 （うめのみきばむ）                 | 梅の実が黄ばんで熟す           | 反舌無声         | 反舌鳥が鳴かなくなる                 |
| 夏至       | 初候 | 乃東枯 （なつかれくさかるる）             | 夏枯草が枯れる                 | 鹿角解           | 鹿が角を落とす                       |
| 夏至       | 次候 | 菖蒲華 （あやめはなさく）                 | あやめの花が咲く               | 蜩始鳴           | 蝉が鳴き始める                       |
| 夏至       | 末候 | 半夏生 （はんげしょうず）                 | 烏柄杓が生える                 | 半夏生           | 烏柄杓が生える                       |
| 小暑       | 初候 | 温風至 （あつかぜいたる）                 | 暖い風が吹いて来る             | 温風至           | 暖い風が吹いて来る                   |
| 小暑       | 次候 | 蓮始開 （はすはじめてひらく）             | 蓮の花が開き始める             | 蟋蟀居壁         | 蟋蟀が壁で鳴く                       |
| 小暑       | 末候 | 鷹乃学習 （たかすなわちわざをなす）       | 鷹の幼鳥が飛ぶことを覚える     | 鷹乃学習         | 鷹の幼鳥が飛ぶことを覚える           |
| 大暑       | 初候 | 桐始結花 （きりはじめてはなをむすぶ）     | 桐の花が（来年の）蕾をつける   | 腐草為蛍         | 腐った草が蒸れ蛍となる               |
| 大暑       | 次候 | 土潤溽暑 （つちうるおうてむしあつし）     | 土が湿って蒸暑くなる           | 土潤溽暑         | 土が湿って蒸暑くなる                 |
| 大暑       | 末候 | 大雨時行 （たいうときどきにふる）         | 時として大雨が降る             | 大雨時行         | 時として大雨が降る                   |
| 立秋       | 初候 | 涼風至 （すづかぜいたる）                 | 涼しい風が立ち始める           | 涼風至           | 涼しい風が立ち始める                 |
| 立秋       | 次候 | 寒蝉鳴 （ひぐらしなく）                   | 蜩が鳴き始める                 | 白露降           | 朝露が降り始める                     |
| 立秋       | 末候 | 蒙霧升降 （ふかききりまとう）             | 深い霧が立ち込める             | 寒蝉鳴           | 蜩が鳴き始める                       |
| 処暑       | 初候 | 綿柎開 （わたのはなしべひらく）           | 綿を包む萼（がく）が開く       | 鷹乃祭鳥         | 鷹が捕らえた鳥を並べて食べる         |
| 処暑       | 次候 | 天地始粛 （てんちはじめてさむし）         | ようやく暑さが鎮まる           | 天地始粛         | ようやく暑さが鎮まる                 |
| 処暑       | 末候 | 禾乃登 （こくものすなわちみのる）         | 稲が実る                       | 禾乃登           | 稲が実る                             |
| 白露       | 初候 | 草露白 （くさのつゆしろし）               | 草に降りた露が白く光る         | 鴻雁来           | 雁が飛来し始める                     |
| 白露       | 次候 | 鶺鴒鳴 （せきれいなく）                   | 鶺鴒（せきれい）が鳴き始める   | 玄鳥帰           | 燕が南へ帰って行く                   |
| 白露       | 末候 | 玄鳥去 （つばめさる）                     | 燕が南へ帰って行く             | 羣鳥養羞         | 多くの鳥が食べ物を蓄える             |
| 秋分       | 初候 | 雷乃収声 （かみなりすなわちこえをおさむ） | 雷が鳴り響かなくなる           | 雷乃収声         | 雷が鳴り響かなくなる                 |
| 秋分       | 次候 | 蟄虫坏戸 （むしかくれてとをふさぐ）       | 虫が土中に掘った穴をふさぐ     | 蟄虫坏戸         | 虫が土中に掘った穴をふさぐ           |
| 秋分       | 末候 | 水始涸 （みずはじめてかる）               | 田畑の水を干し始める           | 水始涸           | 田畑の水を干し始める                 |
| 寒露       | 初候 | 鴻雁来 （こうがんきたる）                 | 雁が飛来し始める               | 鴻雁来賓         | 雁が多数飛来して客人となる           |
| 寒露       | 次候 | 菊花開 （きくのはなひらく）               | 菊の花が咲く                   | 雀入大水為蛤     | 雀が海に入って蛤になる               |
| 寒露       | 末候 | 蟋蟀在戸 （きりぎりすとにあり）           | 蟋蟀が戸の辺りで鳴く           | 菊有黄華         | 菊の花が咲き出す                     |
| 霜降       | 初候 | 霜始降 （しもはじめてふる）               | 霜が降り始める                 | 豺乃祭獣         | 山犬が捕らえた獣を並べて食べる       |
| 霜降       | 次候 | 霎時施 （こさめときどきふる）             | 小雨がしとしと降る             | 草木黄落         | 草木の葉が黄ばんで落ち始める         |
| 霜降       | 末候 | 楓蔦黄 （もみじつたきばむ）               | もみじや蔦が黄葉する           | 蟄虫咸俯         | 虫がみな穴に潜って動かなくなる       |
| 立冬       | 初候 | 山茶始開 （つばきはじめてひらく）         | 山茶花が咲き始める             | 水始氷           | 水が凍り始める                       |
| 立冬       | 次候 | 地始凍 （ちはじめてこおる）               | 大地が凍り始める               | 地始凍           | 大地が凍り始める                     |
| 立冬       | 末候 | 金盞香 （きんせんかさく）                 | 水仙の花が咲く                 | 雉入大水為蜃     | 雉が海に入って大蛤になる             |
| 小雪       | 初候 | 虹蔵不見 （にじかくれてみえず）           | 虹を見かけなくなる             | 虹蔵不見         | 虹を見かけなくなる                   |
| 小雪       | 次候 | 朔風払葉 （きたかぜこのはをはらう）       | 北風が木の葉を払い除ける       | 天気上騰地気下降 | 天地の寒暖が逆になる                 |
| 小雪       | 末候 | 橘始黄 （たちばなはじめてきばむ）         | 橘の実が黄色くなり始める       | 閉塞而成冬       | 天地の気が塞がって冬となる           |
| 大雪       | 初候 | 閉塞成冬 （そらさむくふゆとなる）         | 天地の気が塞がって冬となる     | 鶡鴠不鳴         | ミミキジが鳴かなくなる               |
| 大雪       | 次候 | 熊蟄穴 （くまあなにこもる）               | 熊が冬眠のために穴に隠れる     | 虎始交           | 虎が交尾を始める                     |
| 大雪       | 末候 | 鱖魚群 （さけのうおむらがる）             | 鮭が群がり川を上る             | 茘挺出           | ネジアヤメが芽を出し始める           |
| 冬至       | 初候 | 乃東生 （なつかれくさしょうず）           | 夏枯草が芽を出す               | 蚯蚓結           | 蚯蚓が地中で塊となる                 |
| 冬至       | 次候 | 麋角解 （おおしかのつのおつる）           | 大鹿が角を落とす               | 麋角解           | 大鹿が角を落とす                     |
| 冬至       | 末候 | 雪下出麦 （ゆきわたりてむぎいづる）       | 雪の下で麦が芽を出す           | 水泉動           | 地中で凍った泉が動き始める           |
| 小寒       | 初候 | 芹乃栄 （せりすなわちさかう）             | 芹がよく生育する               | 雁北郷           | 雁が北に渡り始める                   |
| 小寒       | 次候 | 水泉動 （しみずあたたかをふくむ）         | 地中で凍った泉が動き始める     | 鵲始巣           | 鵲が巣を作り始める                   |
| 小寒       | 末候 | 雉始雊 （きじはじめてなく）               | 雄の雉が鳴き始める             | 雉始雊           | 雄の雉が鳴き始める                   |
| 大寒       | 初候 | 款冬華 （ふきのはなさく）                 | 蕗の薹（ふきのとう）が蕾を出す | 鶏始乳           | 鶏が卵を産み始める                   |
| 大寒       | 次候 | 水沢腹堅 （さわみずこおりつめる）         | 沢に氷が厚く張りつめる         | 鷙鳥厲疾         | 鷲・鷹などが空高く速く飛び始める     |
| 大寒       | 末候 | 鶏始乳 （にわとりはじめてとやにつく）     | 鶏が卵を産み始める             | 水沢腹堅         | 沢に氷が厚く張りつめる               |